# Csingho vasútállomás
A Csingho (Qinghe) vasútállomás (kínai nyelven: 清河站; egyszerűsített kínai írással: 清河站; pinjin átírással: qīng hé zhàn, magyaros átírással: Csingho) egy vasútállomás Pekingben.

## Forgalom
Az állomáson összesen 5 vonat áll meg mindennap:
| Vonatszám | Érkezés | Indulás | Várakozás |                                     |
| --------- | ------- | ------- | --------- | ----------------------------------- |
| Y575      | 13:28   | 13:29   | 1 perc    | Peking Északi pályaudvar – Yanqing  |
| 4449      | 17:15   | 17:23   | 8 perc    | Peking Északi pályaudvar – Longhua  |
| 4450      | 14:38   | 14:39   | 1 perc    | Longhua – Peking Északi pályaudvar  |
| 6453      | 06:31   | 06:38   | 7 perc    | Peking Északi pályaudvar – Luanping |
| 6454      | 20:58   | 21:16   | 18 perc   | Luanping – Peking Északi pályaudvar |

Megjegyzés: Az adatok 2010 szeptemberben lettek frissítve.

## Vasútvonalak
Az állomást az alábbi vasútvonalak érintik:
- Peking-Paotou nagysebességű vasútvonal
- Peking-Zhangjiakou intercity vasútvonal
- Huairou–Miyun-vasútvonal

## Kapcsolódó állomások
A vasútállomáshoz az alábbi állomások vannak a legközelebb:
- Peking Északi pályaudvar (Peking Északi pályaudvar, Peking-Paotou nagysebességű vasútvonal, Peking-Zhangjiakou intercity vasútvonal)
- Shahe railway station (Baotou railway station, Peking-Paotou nagysebességű vasútvonal)
- Shahe railway station (Yanqing railway station, Zhangjiakou railway station, Taizicheng Railway Station, Peking-Zhangjiakou intercity vasútvonal)
- Changpingbei Railway Station (Gubeikou Railway Station, Huairou–Miyun-vasútvonal)

## Lásd még
- Csingho